# São José de Caiana
São José de Caiana är en kommun i Brasilien.   Den ligger i delstaten Paraíba, i den östra delen av landet, 1 400 km nordost om huvudstaden Brasília. Antalet invånare är 6 010.
Omgivningarna runt São José de Caiana är huvudsakligen savann. Runt São José de Caiana är det ganska glesbefolkat, med 47 invånare per kvadratkilometer.